# Otina ovata
Otina ovata är en snäckart som först beskrevs av Brown 1827.  Otina ovata ingår i släktet Otina och familjen Otinidae. Inga underarter finns listade i Catalogue of Life.